# Mijailo Koman
Mijailo Mijáilovich Koman (en ucraniano: Михайло Михайлович Коман; Ľubotín, 1 de abril de 1928 - Kiev, 21 de febrero de 2015) fue un entrenador y jugador de fútbol que se desempeñaba en la demarcación de delantero.

## Biografía
Se formó en clubes como el Partizan Vinogradov y el Rus Bushtina, hasta que en 1948 fichó por el FC Spartak Uzhhorod. Tras doce goles en quince partidos jugados, fue traspasado al FC Dinamo de Kiev, justo tras acabar la Copa de la República Socialista Soviética de Ucrania, donde el Dynamo Kiev le ganó al Spartak por 2-1. En 1954, en la Copa de la Unión Soviética, Koman marcó el gol de la victoria contra el FC Spartak Ereván. En 1959, en una gira que hizo el equipo por África, sufrió un fuerte dolor en el corazón, diagnosticado posteriormente por los médicos como un bloqueo del músculo cardíaco y se le sugirió retirarse para preservar su propia salud. Tras colgar las botas ejerció el cargo de segundo entrenador y de director de equipo hasta que en 1990 dirigió al primer equipo durante un año. En 2004 fue condecorado con la Orden al Mérito de segundo grado.
Falleció el 21 de febrero de 2015 en Kiev a los 86 años de edad.

## Clubes

### Como futbolista
| Club                | País           | Año         | Partidos | Goles |
| ------------------- | -------------- | ----------- | -------- | ----- |
| FC Hoverla Uzhhorod | RSS de Ucrania | 1948        | 15       | 12    |
| FC Dinamo de Kiev   | RSS de Ucrania | 1949 - 1959 | 172      | 62    |

### Como entrenador
| Club                                   | País           | Año         |
| -------------------------------------- | -------------- | ----------- |
| FC Dinamo de Kiev (segundo entrenador) | RSS de Ucrania | 1960 - 1973 |
| FC Dinamo de Kiev (segundo entrenador) | RSS de Ucrania | 1976        |
| FC Dinamo de Kiev                      | RSS de Ucrania | 1990 - 1991 |

## Palmarés

### Campeonatos nacionales
| Título                     | Club              | País    | Año  |
| -------------------------- | ----------------- | ------- | ---- |
| Copa de la Unión Soviética | FC Dinamo de Kiev | Ucrania | 1954 |